# Metadiaptomus meridianus
Metadiaptomus meridianus is een eenoogkreeftjessoort uit de familie van de Diaptomidae. De wetenschappelijke naam van de soort is voor het eerst geldig gepubliceerd in 1912 door Douwe.